# Mera (truyện tranh)
Mera là một nhân vật siêu anh hùng hư cấu trong truyện tranh Mỹ, xuất bản bởi DC Comics. Nhân vật được tạo ra bởi Jack Miller và Nick Cardy, xuất hiện lần đầu trong truyện Aquaman #11 (tháng 9 năm 1963). Cô là công chúa của vương quốc Atlantis dưới đáy biển, là cộng sự thân thiết và cũng là vợ của Aquaman. Mera được thể hiện bởi diễn viên Amber Heard trong phim Justice League và Aquaman, thuộc Vũ trụ Mở rộng DC.

## Khả năng
Mặc dù là công chúa nhưng Mera vẫn có khả năng chiến đấu như nhiều siêu anh hùng khác. Ngay từ nhỏ cô đã được huấn luyện võ thuật. Mera còn có thể bơi rất nhanh, điều khiển nước, tạo ra xoáy nước và sóng thần, tạo ra băng và tuyết... Cô đôi khi được đánh giá là mạnh hơn cả chồng mình là Aquaman.